# Ictalurus
Ictalurus is een geslacht van straalvinnige vissen uit de familie van de Noord-Amerikaanse katvissen (Ictaluridae). Het geslacht is voor het eerst wetenschappelijk beschreven in 1820 door Constantine Samuel Rafinesque-Schmaltz.

## Soorten
De volgende soorten zijn bij het geslacht ingedeeld:
- Ictalurus australis (Meek, 1904)
- Ictalurus balsanus (Jordan & Snyder, 1899)
- Ictalurus dugesii (Bean, 1880)
- Ictalurus furcatus (Valenciennes, 1840)
- Ictalurus lupus (Girard, 1858)
- Ictalurus melas (Rafinesque, 1820)
- Ictalurus meridionalis (Günther, 1864)
- Ictalurus mexicanus (Meek, 1904)
- Ictalurus ochoterenai (de Buen, 1946)
- Ictalurus pricei (Rutter, 1896)
- Ictalurus punctatus (Rafinesque, 1818)  – Kanaalmeerval

## Uitgestorven soorten
- † Ictalurus echinatus
- † Ictalurus lambda
- † Ictalurus rheas
- † Ictalurus spodius